# William Cowper Smith
William Cowper Smith (* 1843; † 5. März 1911) war ein neuseeländischer Politiker der Liberal Party.
Im Repräsentantenhaus von Neuseeland vertrat er von 1881 bis 1887 den Wahlkreis Waipawa, von 1887 bis 1890 den Wahlkreis Woodville und von 1890 bis 1893 nochmal Waipawa.
Am 13. Dezember 1895 wurde er zum Legislative Council ernannt. Am Ende der siebenjährigen Mandate wurde er jeweils am 13. Dezember 1902 und am 13. Dezember 1909 wieder ernannt. Er saß im Legislative Council bis zu seinem Tod. Er war Vorsitzender der Ausschüsse im Legislative Council von 1902 bis 1903, im Jahre 1906 und von 1907 bis 1908. 1901 wurde er als Kandidat zum Vorsitzenden der Ausschüsse von der liberalen Regierung unterstützt, aber W. D. H. Baillie wurde zu seinem letzten Mandat gewählt.